# كريل صغير العيون
ايفوزي صغير العيون أو كريل صغير العيون (الاسم العلمي:Nematoscelis microps) هو نوع من الحيوانات البحرية يتبع جنس ايفوزي خيطي القدم من فصيلة الايفوزية.